# Didi Louzada
Marcos Henrique Louzada Silva (Cachoeiro de Itapemirim; 2 de julio de 1999), conocido como Didi Louzada, es un baloncestista brasileño que pertenece a la plantilla del Flamengo de la NBB. Con 1,96 metros de estatura, ocupa la posición de escolta.

## Trayectoria deportiva

### Brasil
Comenzó practicando fútbol sala, pero a los 10 años se pasó al baloncesto. En enero de 2015 se unió al equipo juvenil del Sesi/Franca, para al año siguiente ganar la liga sub-22 de su país, liderando a su equipo.
El 16 de febrero de 2017 debutó con el primer equipo, disputando dos minutos en la victoria ante Pinheiros Basquete. El 26 de enero de 2019, alcanzó la mejor anotación de su carrera, con 27 puntos y 6 rebotes en la victoria por 100–70 ante el equipo nicaraguernse del Real Estelí en la Liga de las Américas.

### Draft de la NBA y Australia
Fue elegido en la trigésimo quinta posición del Draft de la NBA de 2019 por Atlanta Hawks, pero como parte del traspaso de Anthony Davis, acabó siendo enviado a New Orleans Pelicans junto con Jaxson Hayes y Nickeil Alexander-Walker, elecciones 8 y 17 del mismo draft.
El 5 de julio de 2019 firmó contrato con los Sydney Kings de la NBL australiana.
El 27 de abril de 2021 firmó contrato con los New Orleans Pelicans de la NBA.
El 8 de febrero de 2022, es traspasado junto a Tomáš Satoranský, Nickeil Alexander-Walker y Josh Hart a Portland Trail Blazers a cambio de C. J. McCollum, Larry Nance Jr. y Tony Snell.
En agosto de 2022 es cortado por los Blazers, convirtiéndose en agente libre. El 24 de octubre, firma con los Cleveland Charge.
El 29 de junio de 2023 fichó por el Flamengo de la Novo Basquete Brasil.

### Selección nacional
En 2014 conmenzó sus convocatorias con la selección júnio de Brasil. Disputó el Campeonato Sudamericano Sub-15 de 2014, donde ganaron la medalla de oro. Al año siguiente disputó el Campeonato Sudamericano Sub-16, finalizando en sexta posición.
En septiembre de 2018 fue convocado por primera vez con la selección absoluta de Brasil, para disputar los clasificatorios para el Mundial de 2019. Luego jugó en el Mundial con Brasil, finalizando en decimotercera posición. 
En septiembre de 2022 disputó con el combinado absoluto brasileño la FIBA AmeriCup de 2022, ganando la plata al perder ante el combinado argentino en la final.
Entre julio y agosto de 2024 fue parte de la selección absoluta de Brasil, que disputó los Juegos Olímpicos de París, finalizando en séptima posición.

## Estadísticas de su carrera en la NBA

### Temporada regular
| Año     | Equipo      | PJ | PT | MPP  | %TC  | %3P  | %TL   | RPP | APP | ROB | TPP | PPP |
| ------- | ----------- | -- | -- | ---- | ---- | ---- | ----- | --- | --- | --- | --- | --- |
| 2020-21 | New Orleans | 3  | 0  | 18.7 | .231 | .250 | –     | 1.0 | 1.0 | .7  | .0  | 2.7 |
| 2021-22 | New Orleans | 2  | 0  | 3.5  | .000 | .000 | –     | 1.0 | .5  | .0  | .0  | .0  |
| 2021-22 | Portland    | 7  | 1  | 17.4 | .400 | .450 | 1.000 | 2.1 | .6  | .3  | .3  | 5.0 |
| Total   | Total       | 12 | 1  | 15.4 | .326 | .355 | 1.000 | 1.7 | .7  | .3  | .2  | 3.6 |